# Vouillé (Deux-Sèvres)
 Vouillé  es una población y comuna francesa, en la región de Poitou-Charentes, departamento de Deux-Sèvres, en el distrito de Niort y cantón de Prahecq. 

## Demografía
| 1 186 | 1 225 | 1 272 | 1 335 | 1 570 | 1 525 | 1 656 | 1 672 | 1 760 | 1 717 | 1 731 | 1 756 | 1 710 | 1 681 | 1 769 | 1 663 | 1 576 | 1 589 | 1 514 | 1 439 | 1 295 | 1 272 | 1 246 | 1 173 | 1 140 | 1 175 | 1 236 | 1 285 | 1 610 | 2 130 | 2 431 | 2 660 | 2 885 | 3 025 |
| Para los censos de 1962 a 1999 la población legal corresponde a la población sin duplicidades (Fuente: INSEE [Consultar]) |       |       |       |       |       |       |       |       |       |       |       |       |       |       |       |       |       |       |       |       |       |       |       |       |       |       |       |       |       |       |       |       |       |

## Hermanamientos
- Hermanada desde 2007 con la villa española de Guadamur (Toledo).
- Hermanada con Molina de Aragón (Guadalajara).